# グアダルーペ (サントメ・プリンシペ)
グアダルーペ（ポルトガル語: Guadalupe）は、サントメ・プリンシペのサントメ島の町。サントメ州ロバタ県に属し、同県の県都である。人口は3,326人（2012年国勢調査）。
島北部の内陸に位置し、アゴスティニョ・ネトから北西に1.5キロメートル、ネヴィスから東に10キロメートル、首都サントメから北西に11キロメートルの距離にある。

## 出身人物
- ウィリアン・バルボサ（英語版） - サッカー選手
- オリンダ・ベジャ（英語版） - 詩人、作家